# St. Nikolaus (Oberbettingen)

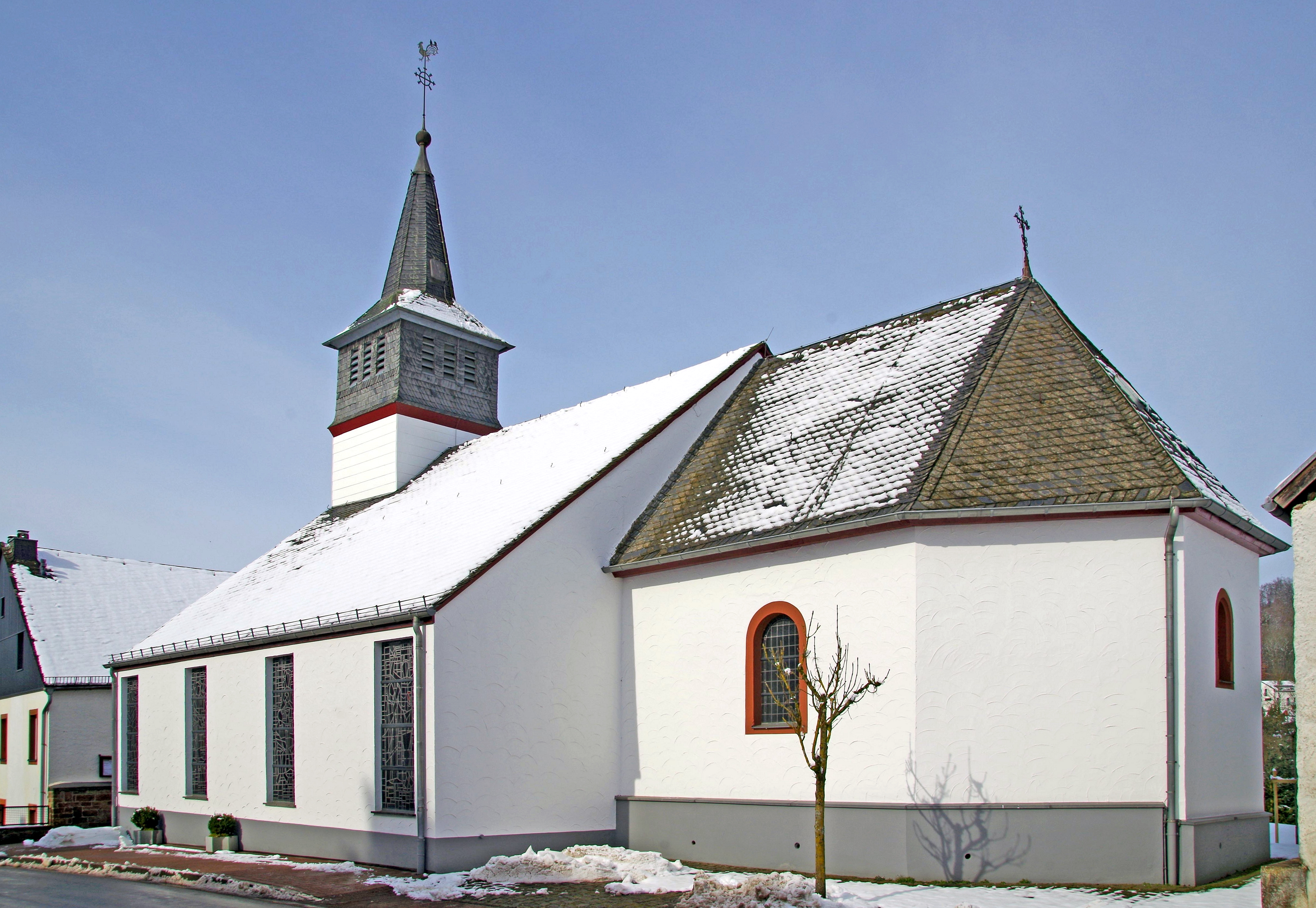
St. Nikolaus (Oberbettingen)

Die Kirche St. Nikolaus ist die römisch-katholische Kirche von Oberbettingen im Landkreis Vulkaneifel in Rheinland-Pfalz. Sie ist Filialkirche der Pfarrei Niederbettingen in der Pfarreiengemeinschaft Hillesheim im Bistum Trier.

## Geschichte
Seit 1658 ist in Oberbettingen eine Pfarrkirche bezeugt, die 1750 Filialkirche von Niederbettingen wurde. Um- und Anbauten erfolgten 1827 (Chorraum), 1841 (Kirchenschiff), 1937 (Kirchturm) und 1960 (Kirchenschiff). Die Kirche ist Nikolaus von Myra geweiht. Nebenpatronin ist Brigida von Kildare, Schutzpatronin der Nutztiere, zu der man in der Vergangenheit aus der Umgebung nach Oberbettingen pilgerte.

## Ausstattung

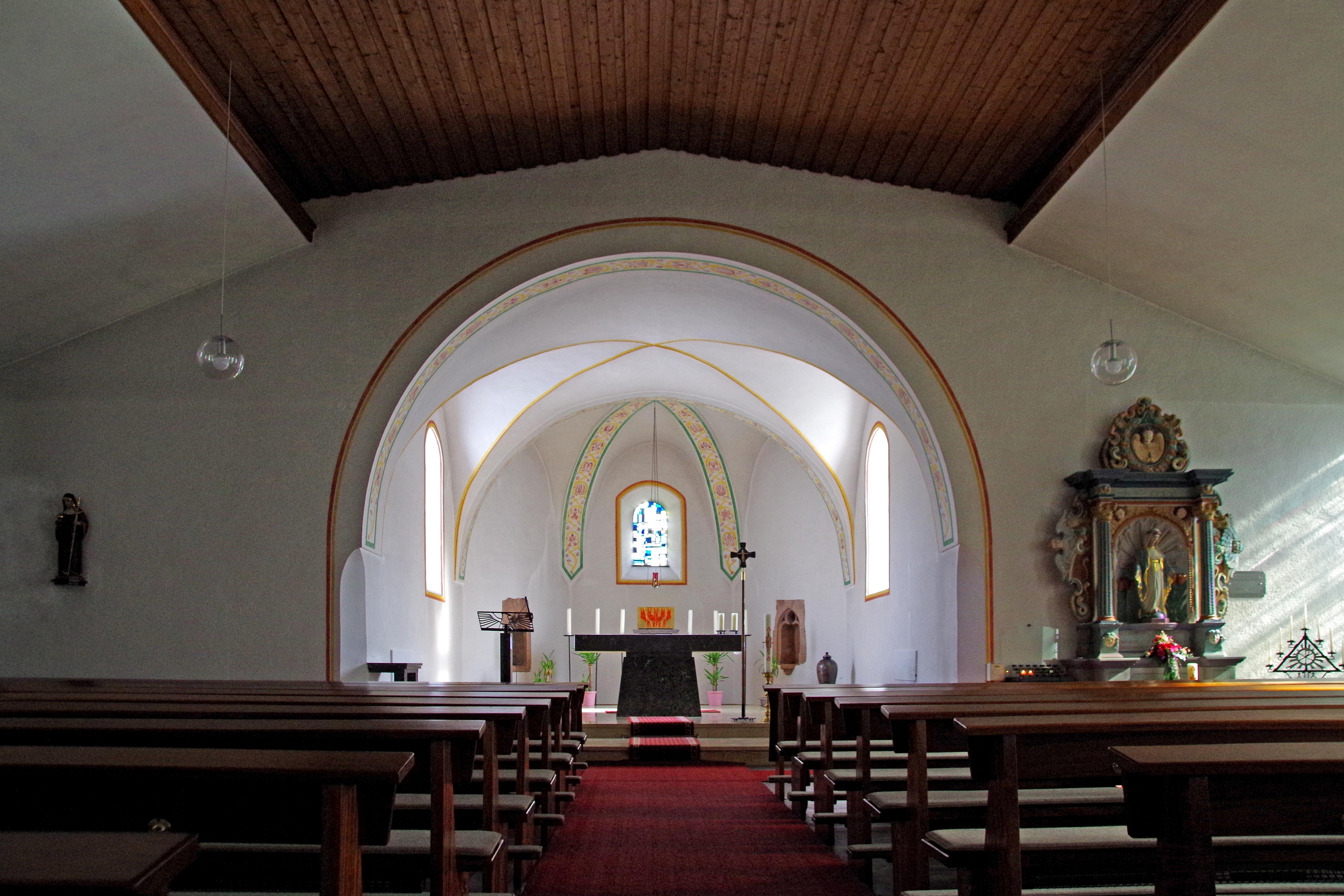
St. Nikolaus (Oberbettingen)

Die Kirche verfügt über Holzfiguren von Nikolaus (17. Jahrhundert) und Brigida (18. Jahrhundert) und seit 1984 über einen bronzenen Kreuzweg. Die Orgel wurde vom Gründer der ortsansässigen Firma Orgelbau Fasen restauriert.